# Deutsche Gesellschaft für Hyperthermie
Die Deutsche Gesellschaft für Hyperthermie e. V. (DGHT) ist eine gemeinnützige Vereinigung zur Verbreitung und Etablierung der Therapeutischen Hyperthermie im klinischen Alltag, zur Fort- und Ausbildung auf diesem Sektor sowie zur weiteren Erforschung dieses Gebiets.

## Vereinszweck
Vereinszweck ist die wissenschaftlichen Erforschung der Therapeutischen Hyperthermie. Insbesondere beschäftigt sie sich mit deren Erforschung, klinischen Etablierung und der Aus- und Fortbildung auf diesem Therapiesektor. Neben dem wissenschaftlichen Austausch in dem Publikationsorgan Die Naturheilkunde / Forum Komplementäre Onkologie findet die Gesellschaft jährlich zu einem Hyperthermie-Kongress zusammen, um den fachlichen Austausch zwischen Forschung, Wissenschaft und Anwendung zu gewährleisten.

## Geschichte
Der Verein wurde am 21. Juni 1996 gegründet. Zu ihren frühen Mitgliedern gehörten Therapieanwender, Forscher sowie Hersteller auf dem Bereich der Hyperthermietechnik. Das erste Publikationsorgan der Gesellschaft war das Fachmagazin Forum Hyperthermie, seit dem Jahr 2010 publiziert die DGHT ihre Vereinsnachrichten im Fachmagazin Die Naturheilkunde. Nach nunmehr 16-jähriger Präsidentschaft des Arztes und Klinikleiters Holger Wehner (Wilhelmshaven), früherer Chefarzt der Von Ardenne Klinik für systemische Krebs-Mehrschritt-Therapie und Rehabilitation, übergab er das Amt im Jahr 2018 an Hüseyin Sahinbas (Bochum). Vom 30. September bis zum 2. Oktober 2016 hielt die Gesellschaft den VII. Hyperthermie-Kongress in Berlin ab und markierte hiermit analog ihr 20-jähriges Bestehen.

## Publikationen
- Holger Wehner (Hrsg.): Forum Hyperthermie 10 / 2008, S. 11, Forum-Medizin Verlagsgesellschaft mbH, Oldenburg
- Die Naturheilkunde: Innenteil Forum Komplementäre Onkologie / Immunologie, 10 / 2010 – heute, Forum-Medizin Verlagsgesellschaft mbH, Oldenburg. ISSN 1436-7068[5]